# Avaz Twist Tower
Avaz Twist Tower — небоскрёб в столице Боснии и Герцеговины Сараеве, высочайшее здание на Балканах, второе по высоте сооружение на Балканах (после Авальской телебашни в Белграде, восстановленной в 2010 году).

## Описание
Здание расположение в деловом районе Мариин Двор. Монолитное, облицовано синим стеклом, насчитывает 39 этажей и один подземный уровень.  Имеет характерную «закрученную» форму, все этажи кроме двух последних — шестиугольные в плане, последние — круглые. Общая высота (с 30-метровым шпилем) — 172 м, что превышает предыдущий рекорд башни Bosmal City Centre на 54 м.
Строилось с 2006 по 2009 годы. Заказчиком строительства выступила медиа-группа Avaz, разместившая в нём свою штаб-квартиру и редакцию газеты «Dnevni avaz». Помимо этого, пространство используется под офисы, пятизвёдочную гостиницу Radon Plaza Hotel и ресторан со смотровой площадкой на высоте 100 м. Архитектор проекта — Фарук Капиджич из компании ADS Group Sarajevo.